# Melvin Platje
Melvin Platje (Naarden, 16 dicembre 1988) è un calciatore olandese, attaccante dell'AFC.

## Carriera
Ha giocato nella massima serie dei campionati olandese, azero, svedese e nella seconda serie francese.

## Palmarès

### Club

#### Competizioni nazionali
- Eerste Divisie: 1

Volendam: 2007-2008
- Campionato indonesiano: 1

Bali United: 2019